# Портланд (Тексас)
Портланд (енгл. Portland) град је у америчкој савезној држави Тексас. По попису становништва из 2010. у њему је живело 15.099 становника.

## Демографија
Према попису становништва из 2010. у граду је живело 15.099 становника, што је 272 (1,8%) становника више него 2000. године.
| Група             | 2000.         | 2010.         |
| Белци             | 9.914 (66,9%) | 9.079 (60,1%) |
| Афроамериканци    | 610 (4,1%)    | 238 (1,6%)    |
| Азијати           | 156 (1,1%)    | 199 (1,3%)    |
| Хиспаноамериканци | 3.870 (26,1%) | 5.326 (35,3%) |
| Укупно            | 14.827        | 15.099        |